# Bob de Bouwer
Bob de Bouwer (Engels: Bob the Builder) is een Britse animatieserie voor kinderen die draait rond Bob, een goedlachse bouwvakker. Bobs leus is: "Kunnen wij het maken?!", waarop de machines in koor roepen: "Nou en of!" De ietwat verlegen Liftie (een kraan) voegt daar meestal tussen neus en lippen "Ik denk het wel, ja" aan toe. Bob doet het werk, maar is niet altijd de handigste. Zijn collega Wendy helpt hem dan en samen maken ze de klus af. Spud de vogelverschrikker houdt van flauwe geintjes. Zijn naïviteit brengt hem vaak in de problemen, samen met de machines die hij vaak bij zijn plannetjes probeert te betrekken. Bob en Wendy weten de schade altijd weer te repareren, vaak met behulp van de machines.

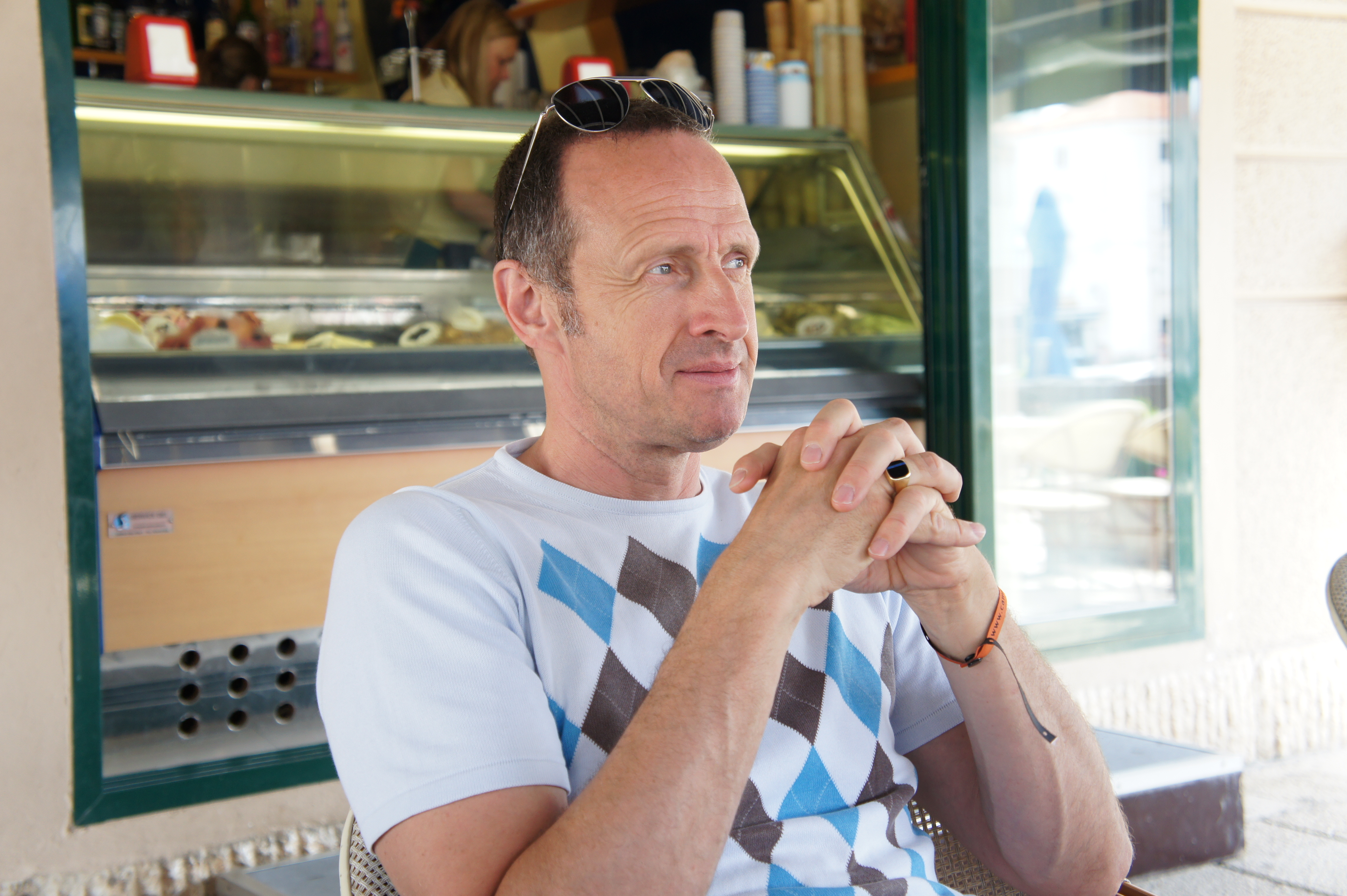
Bram Bart, de Nederlandse stem van o.a. Bob de Bouwer en Spud tot zijn overlijden in 2012.

De televisieserie van Bob de Bouwer bestaat uit afleveringen van 10 minuten, maar er zijn ook langspeelfilms.
De Nederlandse versie verscheen voor het eerst op Cartoon Network van 8 september 1999 tot en met 31 juli 2001. Vervolgens verhuisde de reeks vanaf 13 oktober 2001 naar Fox Kids in Nederland en vanaf 29 oktober 2001 naar Ketnet in Vlaanderen. Sinds 1 november 2010 wordt het uitgezonden door NPO Zappelin bij de KRO.

## Personages
De belangrijkste personages zijn:
Mensen
- Bob (bouwvakker)
- Wendy (bouwvakker)
- Leo (bouwvakker)
- Boer Nijhof (boer) (Engels: Farmer Pickles)
In het eerste en tweede seizoen wordt boer Nijhof ook in de Nederlandse versie 'Boer Pickles' genoemd.
- Spud (vogelverschrikker)
- Mijnheer Spijker (gemeente-ambtenaar) (Engels: Mr. Bentley)

Machines
- Scoop - de gele graaflaadmachine
- Muck - de rode bulldozer
- Dizzie (Engels: Dizzy) - de oranje cementmolen
- Rollie (Engels: Roley) - de groene stoomwals
- Liftie (Engels: Lofty) - de blauwe hijskraan
- Hector (Engels: Travis) - de groenblauwe tractor van boer Nijhof

Dieren
- Titus (de kat) (Engels: Pilchard)
- Ka (een kraai) (Engels: Squawk)
- Bert (vogel) (Engels: Bird)
- Vlekkie (hond) (Engels: Scruffty)

Later zijn er nog andere personages en machines toegevoegd:
- Trix - een vorkheftruck
- Bennie (Engels: Benny) - een kleine paarse graafmachine
- Skip - lichtgroen met gele kiepwagen
- Scrambler - een donkerblauwe quad
- Sumsie (Engels: Sumsy) - de donkerrode vorkheftruck van boer Nijhof
- Meneer Sabatini (Engels: Mr. Sabatini) - de pizzabakker
- Vroemer (Engels: Zoomer) - blauwe sneeuwscooter
- Krabbel (Engels: Scratch) - kleine blauwe graafmachine

Sommige personages spelen een ondergeschikte rol in de verhalen. Titus komt in de meeste afleveringen wel voor, maar slaapt meestal of heeft honger. Ka de kraai is er doorgaans om Spud te plagen, maar heeft geen belangrijke rol in het verhaal.

## Stemmen
Al snel nadat de BBC met de uitzendingen begon, kwam eerst Fox Kids en later Jetix met afleveringen van Bob de Bouwer in het Nederlands. De stemmen zijn van:
- Bram Bart (2001-2012): Bob, Spud, Meneer David Meckers, Meneer Elbers, Meneer Albers (1 aflevering) en Bennie.
- Carolina Mout (2001-2002, 2004-2013): Wendy, Dizzie en Scrambler.
- Beatrijs Sluijter (2003, 2013-2015): Wendy, Dizzie en Scrambler.
- Fred Meijer: Scoop, Meneer Bieshaar (Engels: Mr. Beasley), Meneer Bernard Spijker (Engels: Mr. Bentley), Meneer Folgering, Pogo (2001-2012) en Liftie (2001-2015).
- Marjolein Algera (2001-2012): Tante Dora, Christien, Del, Dot de Bouwer (moeder van Bob en Tom), Jana von Strudel, Jenny, Marjorie de Burgemeester, Burgemeester Bunty Ferguson, Molly, Mevrouw Roonder, Mevrouw van Drunen, Mevrouw Tuit (Engels: Mrs. Potts), Mevrouw Barbara Spijker, Scoot en Trix.
- Huub Dikstaal (seizoen 1): Muck, Rollie, Hector en Boer Hendrik Nijhof.
- Stan Limburg (2001-2015): Muck, Rollie, Micky Plukker, Jan-Jaap (afgekort JJ), Lenny Lazenby en Robert de Bouwer (vader van Bob en Tom, films).
- Laus Steenbeeke (seizoen 2-2015): Boer Hendrik Nijhof, Jake, Meneer Angelo Sabatini, Meneer Stevens, Tom de Bouwer, Robert de Bouwer (vader van Bob en Tom, serie), Skip, Tony, Hector, Vroemer en Meneer Albers.
- Paul Passchier (2012-2015): Bob.
- Reinder van der Naalt (2012-2015): Spud.
- Jelle Amersfoort (2015): Bob.
- Nine Meijer (2015): Wendy.
- Barnier Geerling (2015): Muck.[5]
- Jürgen Theuns (2015): Scoop.
  - Ook zijn Elle van Rijn, Karin van As, Hans Somers en Finn Poncin aan de cast toegevoegd. Stan Limburg is ook verantwoordelijk voor de Nederlandse dialogen.

Dankzij het grote succes van Bob de Bouwer is er heel veel promotiemateriaal en speelgoed. Alle personages van Bob de Bouwer zijn in de speelgoedwinkel te koop. Bob staat, bijna altijd zwaaiend, afgebeeld op T-shirts, rugzakken, potloden etc.

## Muziek
Openingslied - Paul Passchier

## Seizoenen en afleveringen
Zoals aangegeven op de uitgebrachte dvd's. In geen enkele aflevering wordt onthuld hoe Bobs achternaam luidt.

## Dvd's van Bob de Bouwer
uitgebracht in 2002
- Bobs verjaardag
- Spud helpt een handje
- Rollie en de popster
- Bobs grote verrassing
- Bobs winterpret
- Muck is vies
- Scoop gaat lol trappen

uitgebracht in 2003
- Bobs nieuwe vrienden
- Bobs werkplaats
- Bobs metaaldetector
- Titus steelt de show
- Spud gaat skateboarden
- Speurneus vlekkie
- Wendy's drukke dag

uitgebracht in 2004
- Bob krijgt dansles
- Bobs witte kerst
- Molly geeft eerste hulp
- Snelle Skip
- Bob en de ridders van Makelot
- Lifties lange lading
- Bob en de keeper
- Dizzies gekke tuinpad

uitgebracht in 2005
- Ingesneeuwd
- Bobs grote plan
- Spud en de duifjes
- Hector heeft geluk
- Muck is vies/Scoop gaat lol trappen
- Bob bouwt een schuur

uitgebracht in 2006
- De oogst van Spud
- Crossen met Scrambler
- Super snelle Bennie
- Bob en Robert

uitgebracht in 2007
- Ridder Muck
- Leve het wilde westen
- Scoops favoriete avonturen
- Bobs favorieten avonturen
- Rollies favorieten avonturen
- Mucks favorieten avonturen
- Lifties favorieten avonturen
- Dizzies favorieten avonturen
- Winterpret/winterspecial
- Liftie de ster

uitgebracht in 2008
- Winterspecial
- Bob en robbert
- Hoe Bob een bouwer werd
- Bobs superteam
- Packers eerste dag
- Rollies mollies

uitgebracht in 2009
- Special- wegen en bruggen
- Special-huizen en..
- Het huis van Bob

Tevens zijn alle afleveringen per seizoen op dvd uitgebracht, elk met 13 afleveringen. Bij de eerste serie zit een extra dvd, waarop ook te zien is hoe Bob een bouwer werd.